# Novo groblje
Novo groblje (cirílico serbio: Ново гробље, que significa Nuevo Cementerio en serbio) es un complejo funerario en Belgrado, la capital de Serbia. Está situado en la calle Ruzveltova del municipio de Zvezdara. El cementerio fue construido en 1886 como el tercer cementerio cristiano de Belgrado. En 1893 se construyó la iglesia de la Iglesia Ortodoxa Serbia, dedicada a San Nicolás, obra del arquitecto Svetozar Ivačković.
Además de las tumbas de los ciudadanos de a pie, el complejo también incluye zonas especiales, con tumbas de militares de la Guerra Serbo-Otomana, la Guerra Serbo-Búlgara, las Guerras de los Balcanes y la Primera y Segunda Guerra Mundial. Además, integra el "Paseo de los Grandes" y el "Paseo de los Ciudadanos Distinguidos", donde se encuentran enterradas algunas de las personas más importantes de la historia de Serbia.
El cementerio de Novo groblje está catalogado como monumento del Patrimonio Cultural de Serbia.

## Personalidades enterradas
Algunas de las personas más importantes de la historia de Serbia reposan en el Paseo de los Ciudadanos Distinguidos,
- Escritores como Branko Miljković, Branislav Nušić, Duško Radović, Milan Rakić, Branko Ćopić, Ivo Andrić, Danilo Kiš, Milorad Pavić y Petar Kočić.
- Pintores como Nadežda Petrović, Petar Lubarda y Paja Jovanović.
- Músicos como Kornelije Stanković y Milan Mladenović.
- Deportistas como Radivoj Korać.
- Actores como Pavle Vuisić y Ljuba Tadić.
- Políticos como Rodoljub Čolaković, Veljko Vlahović, Nikola Ljubičić, Zoran Đinđić e Ivan Stambolić.
- Militares como Radomir Putnik, Petar Bojović, Kosta Nađ, Ivan Gošnjak, Koča Popović y Milunka Savić.
- Personalidades como Vesna Vulović.

## Galería de tumbas

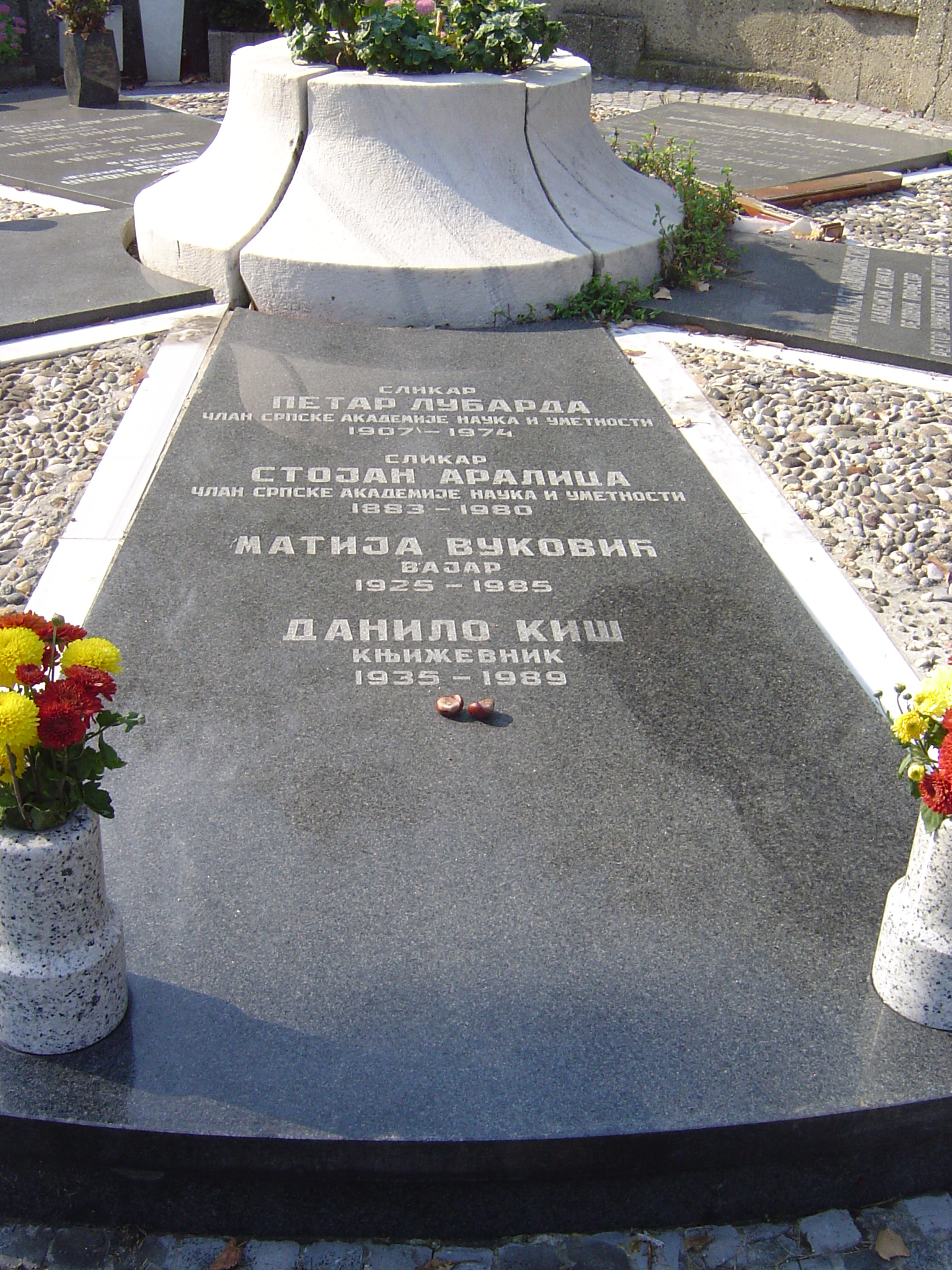
Petar Lubarda, Stojan Aralica, Matija Vuković y Danilo Kiš (Paseo de los Ciudadanos Distinguidos)
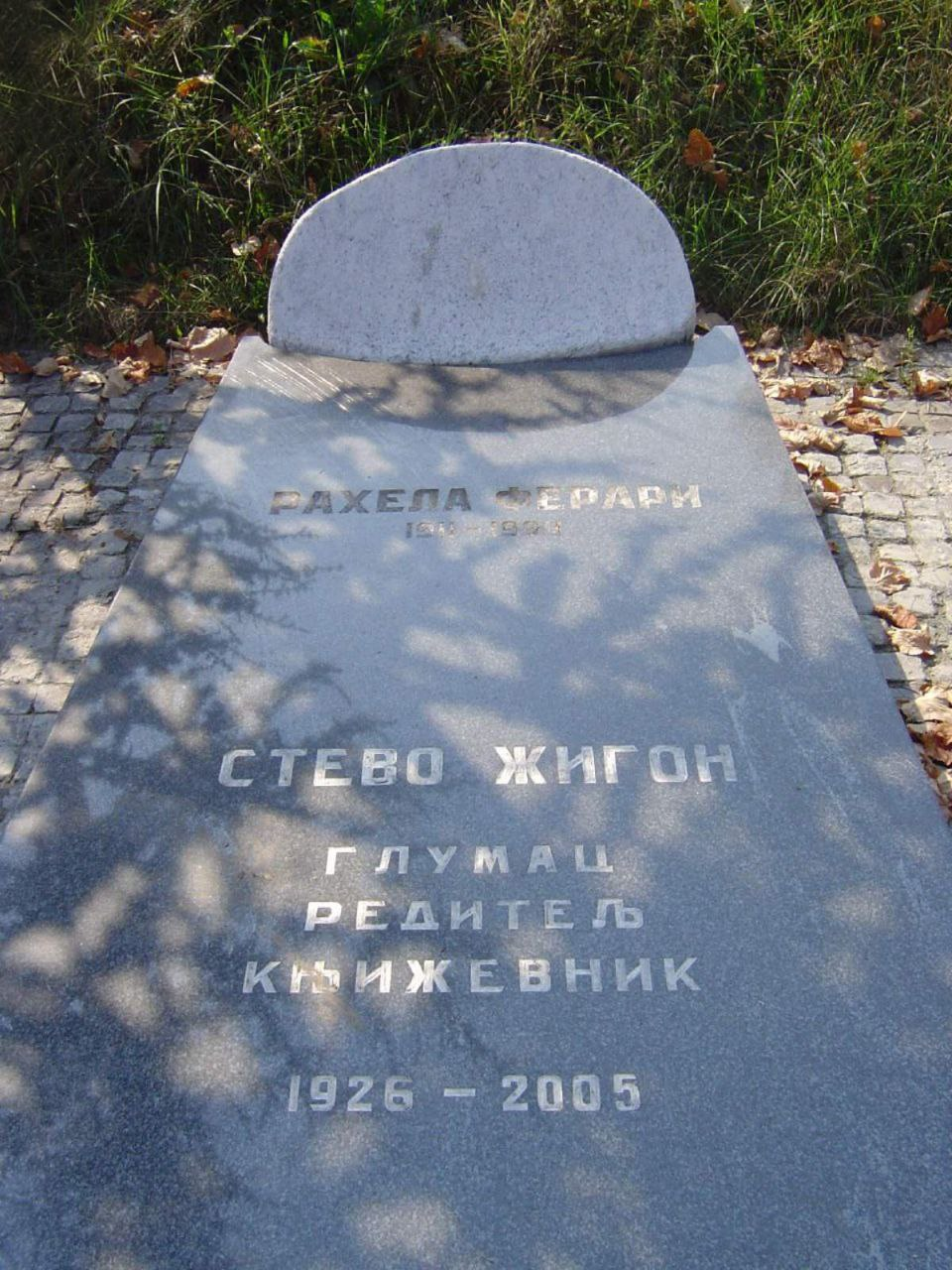
Stevo Žigon y Rahela Ferari (Paseo de los Ciudadanos Distinguidos)
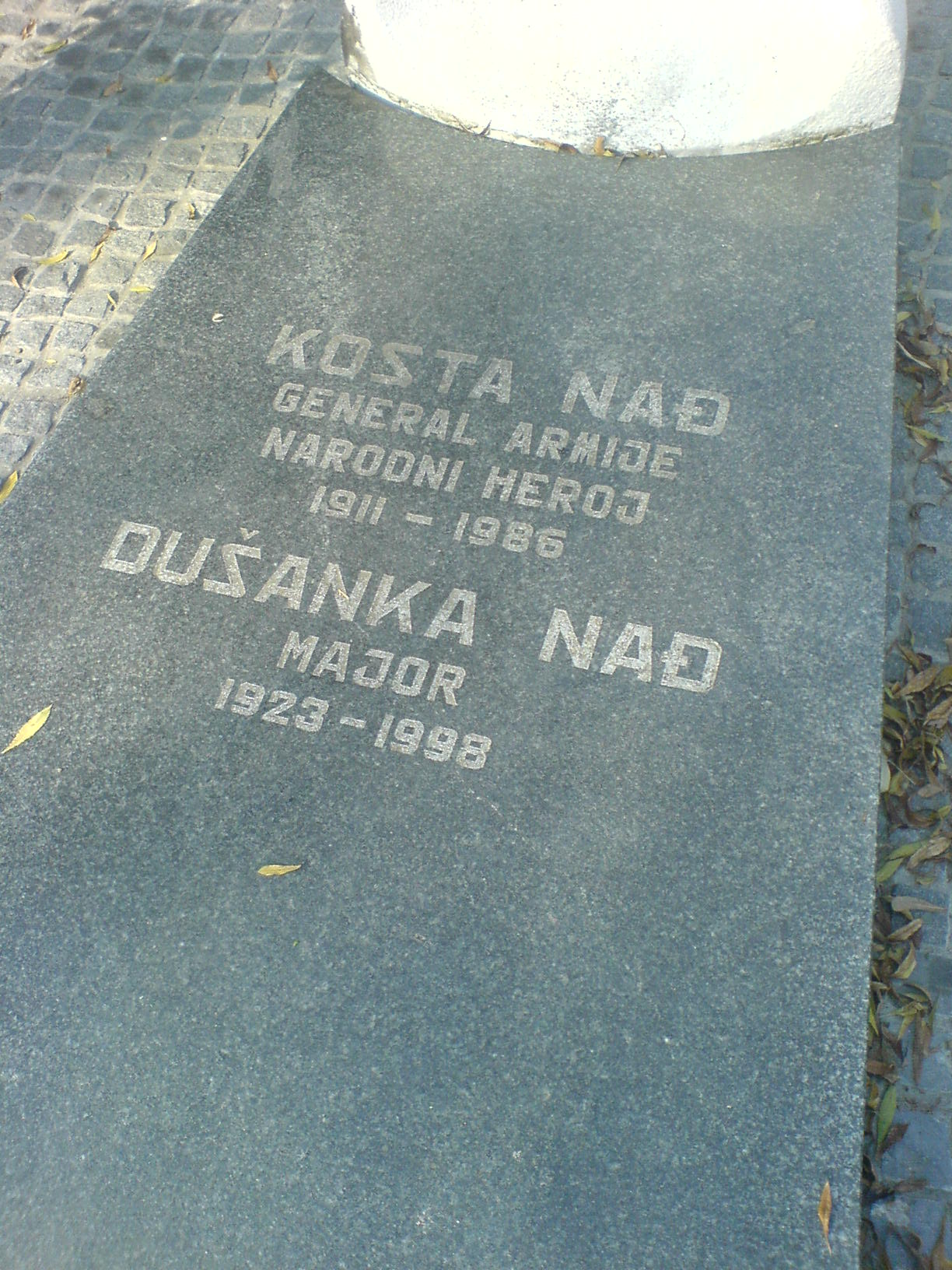
Kosta Nađ (Paseo de los Ciudadanos Distinguidos)
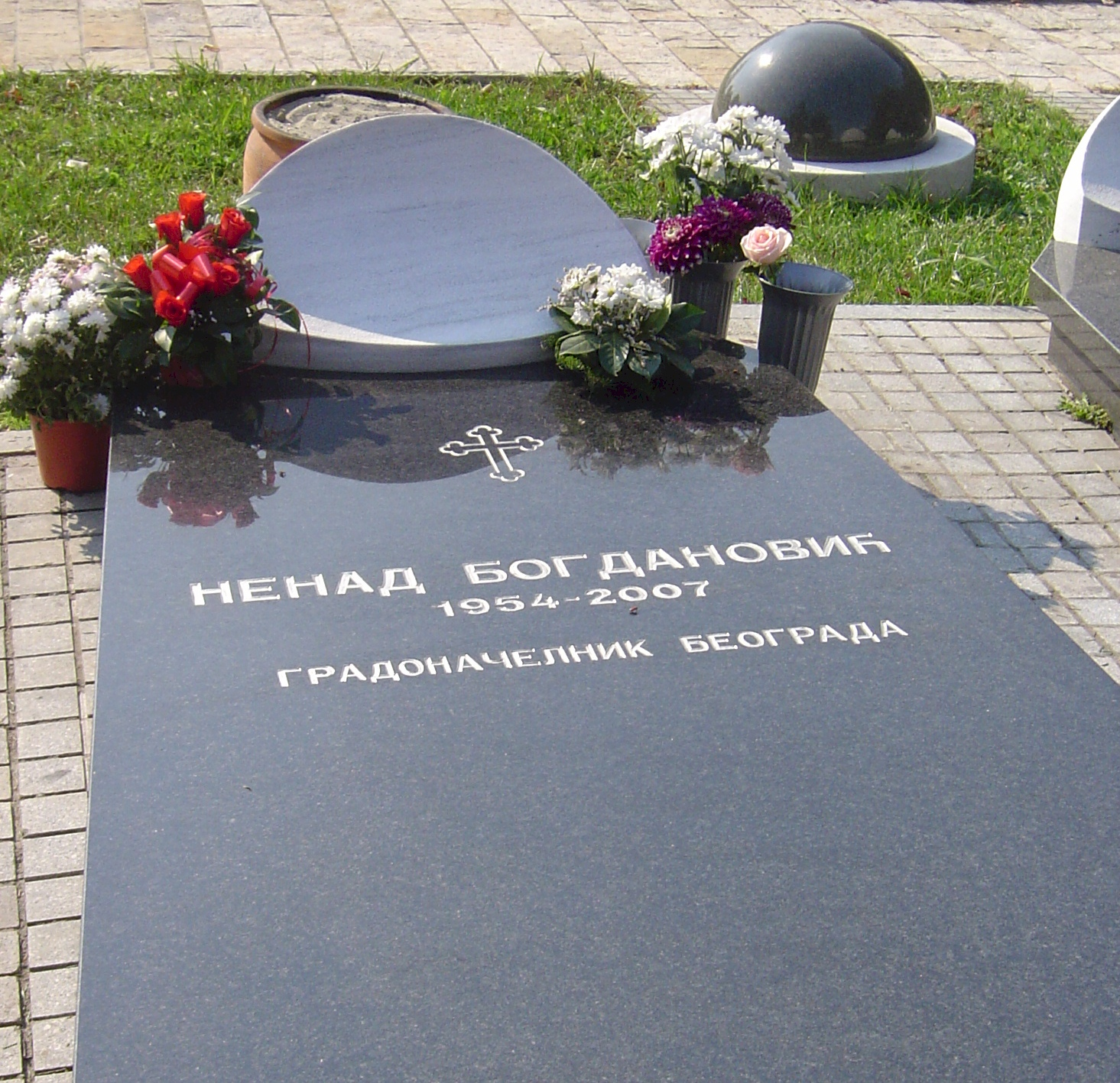
Nenad Bogdanović (Paseo de los Ciudadanos Distinguidos)
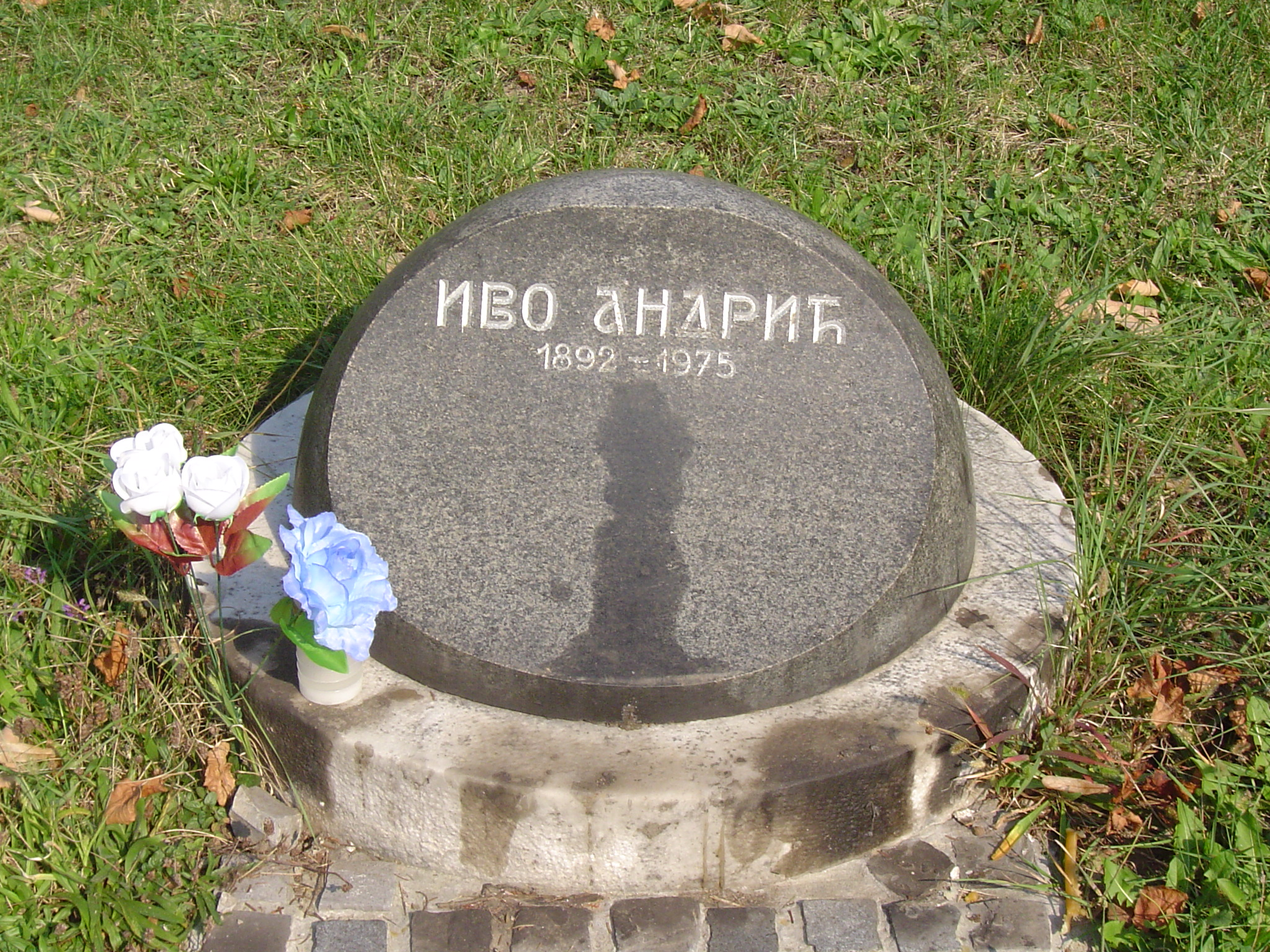
Ivo Andrić (Paseo de los Ciudadanos Distinguidos)
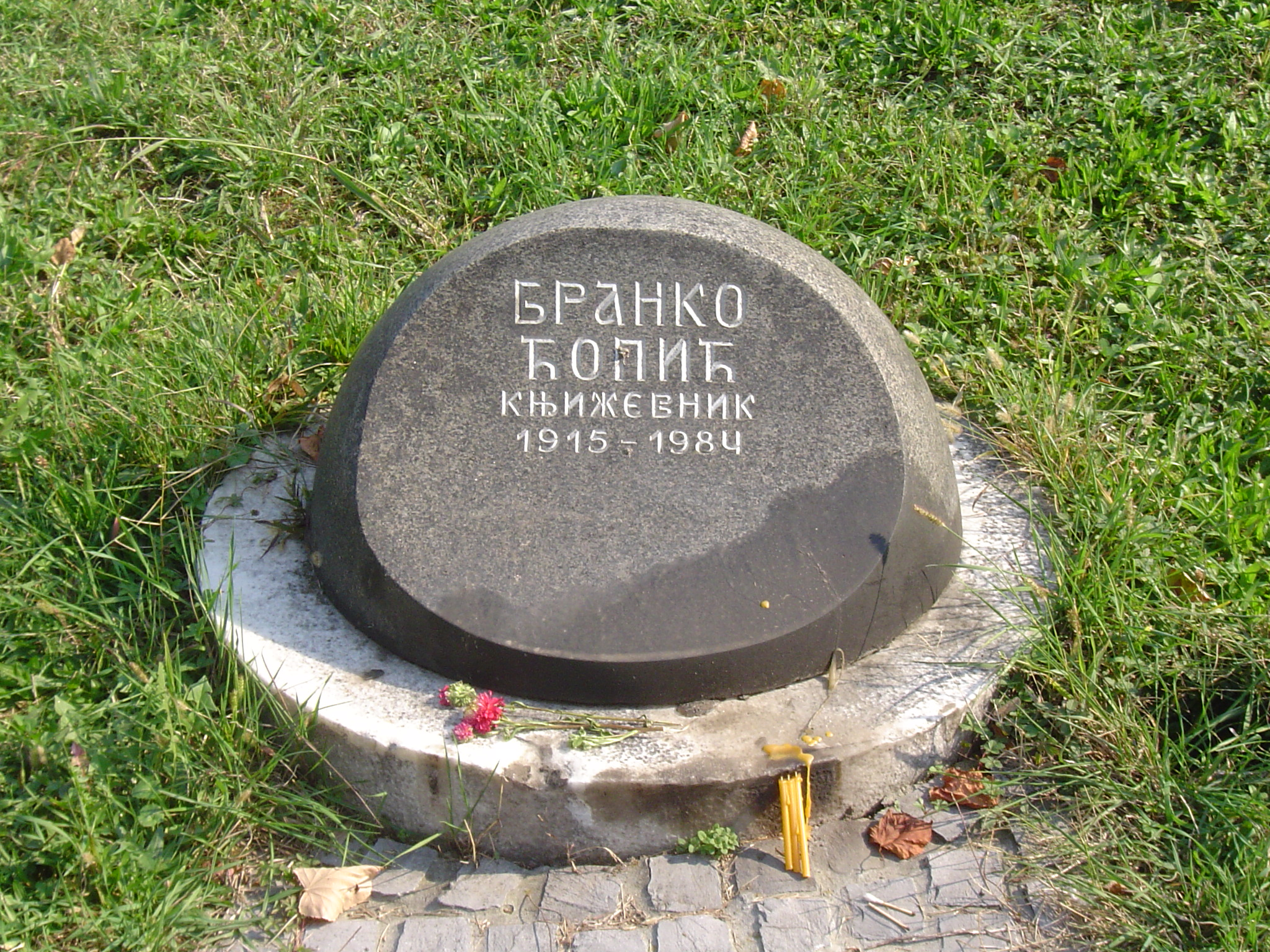
Branko Ćopić (Paseo de los Ciudadanos Distinguidos)
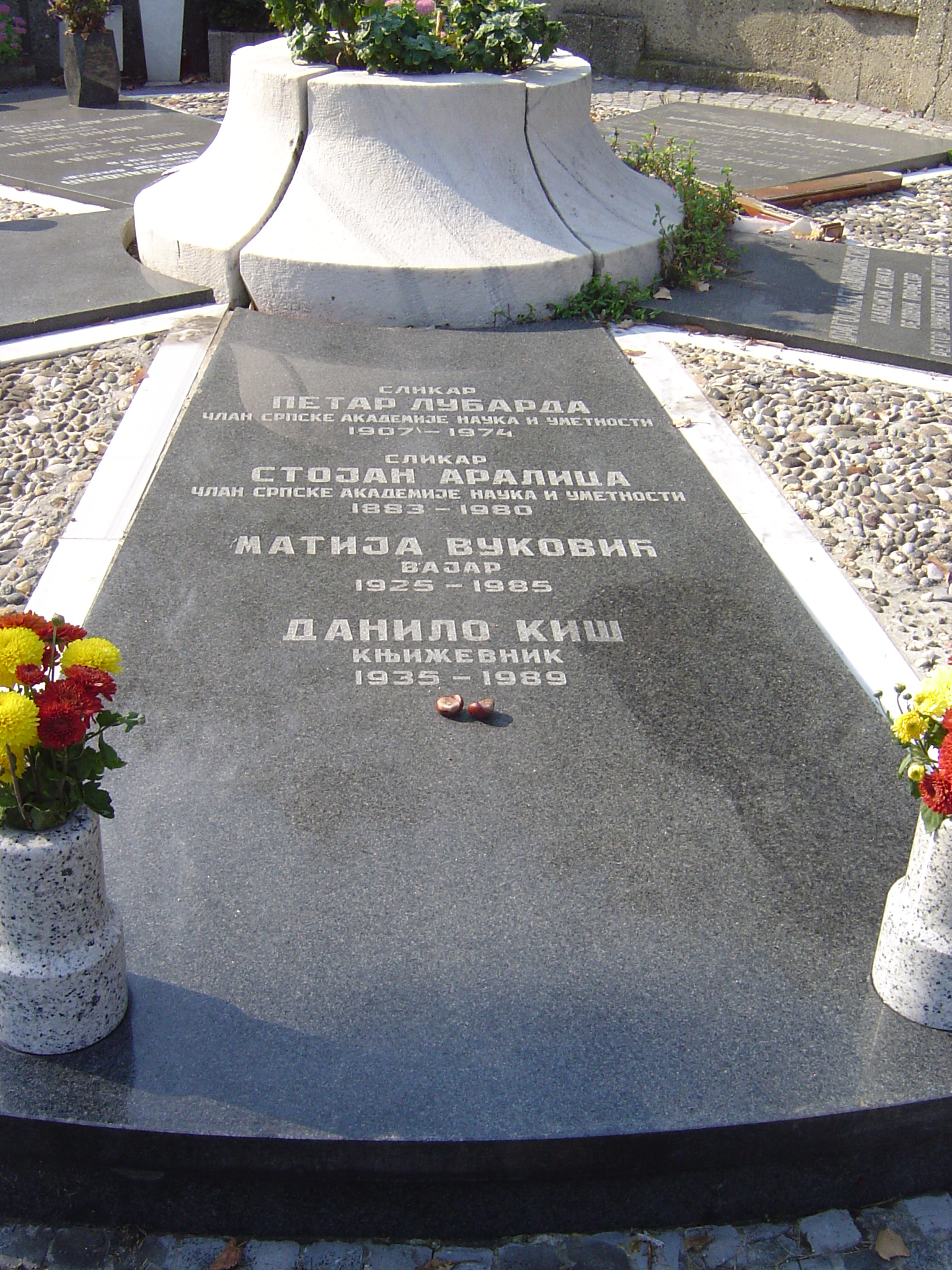
Danilo Kiš, Stojan Aralica, Petar Lubarda y Matija Vuković (Paseo de los Ciudadanos Distinguidos)
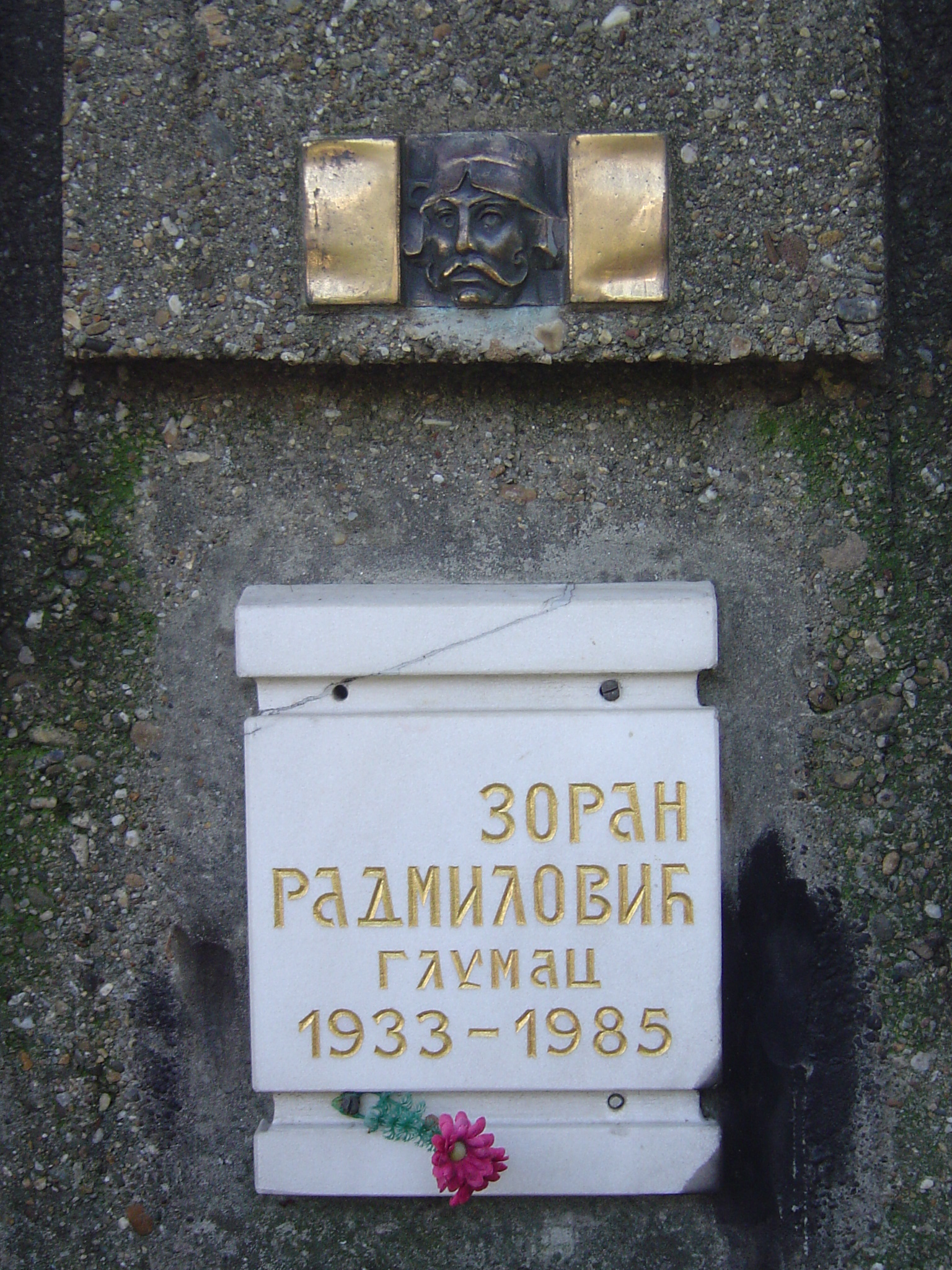
Zoran Radmilović (Paseo de los Ciudadanos Distinguidos)
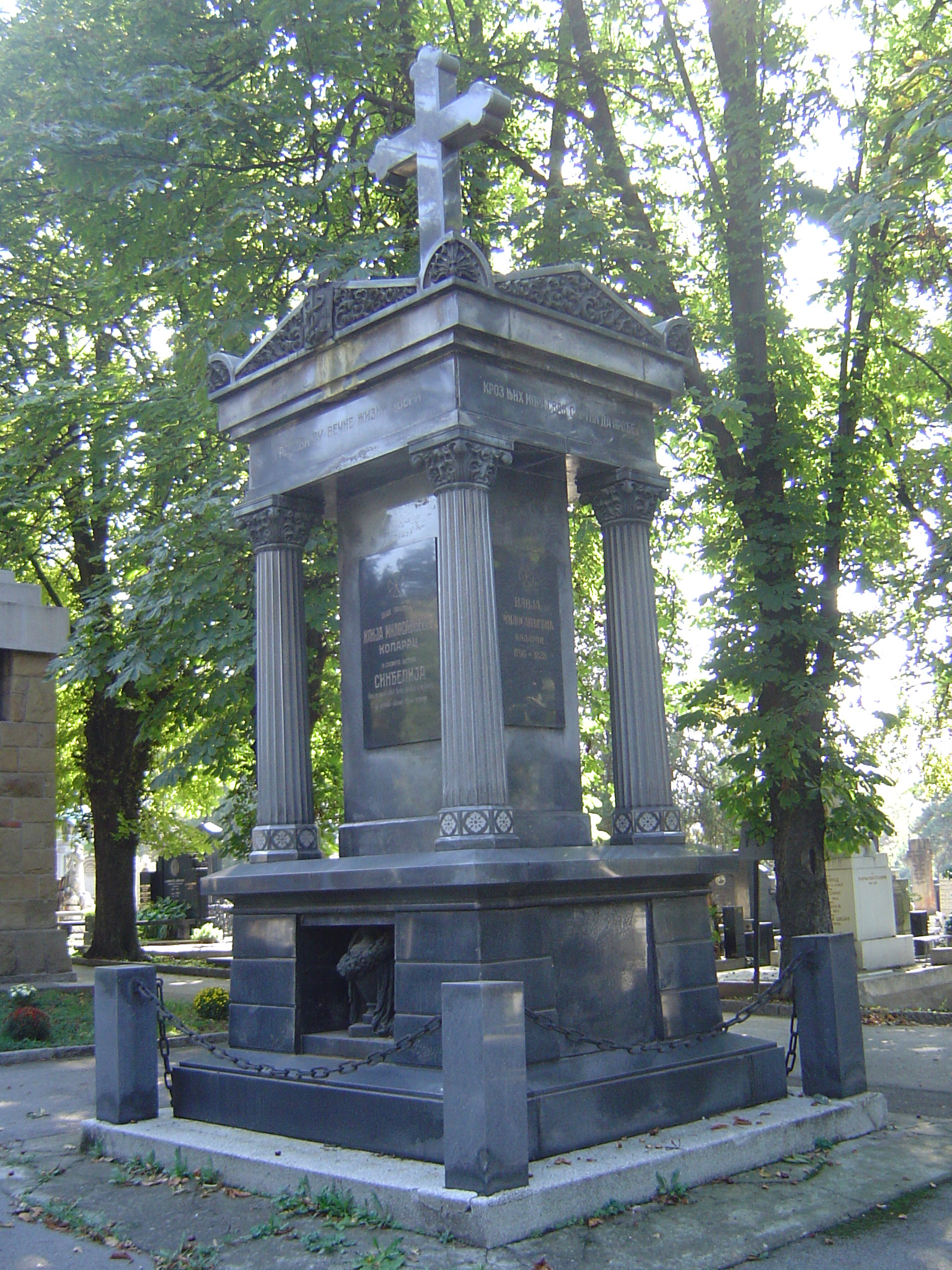
Ilija Milosavljević Kolarac
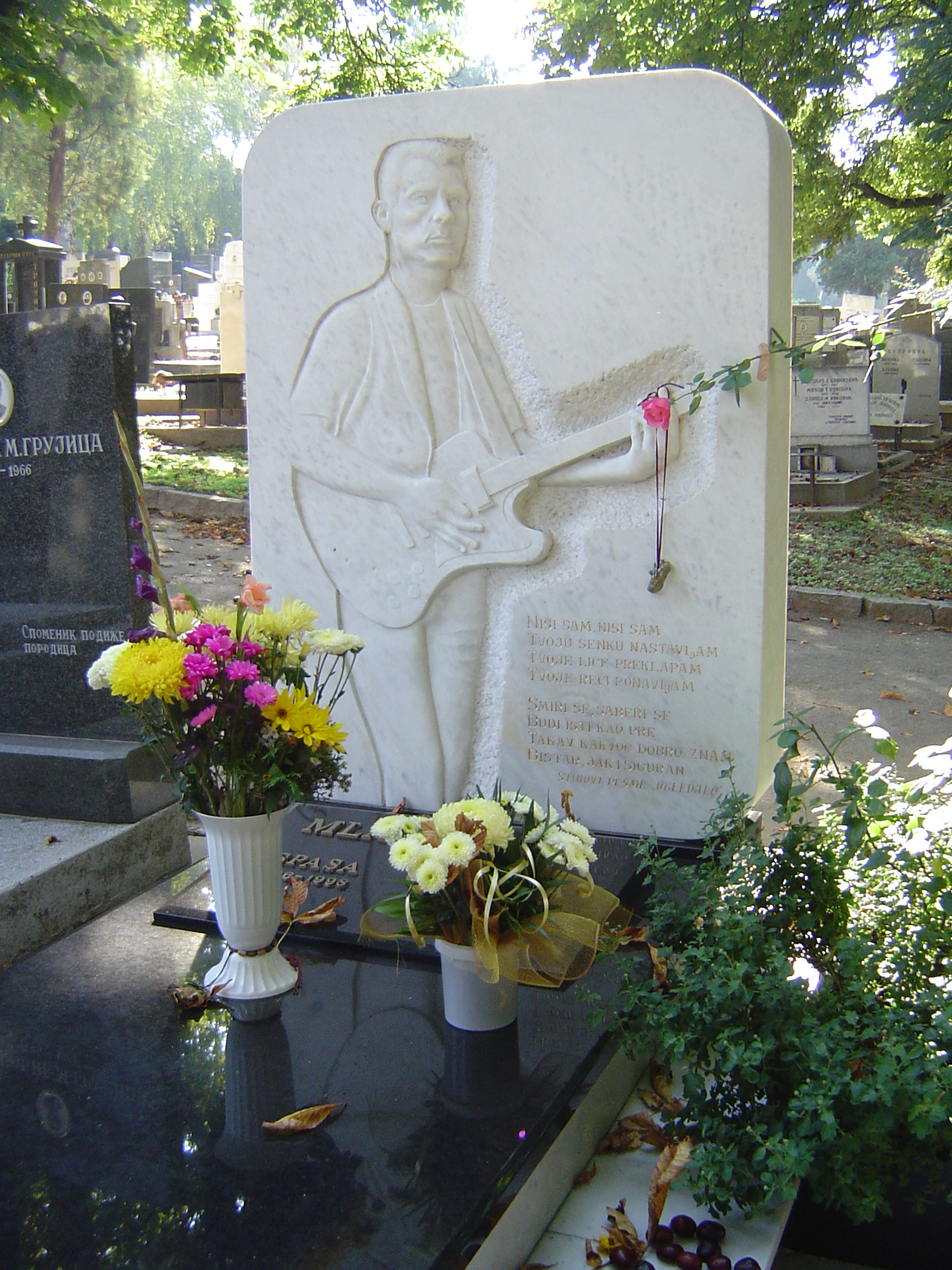
Milan Mladenović
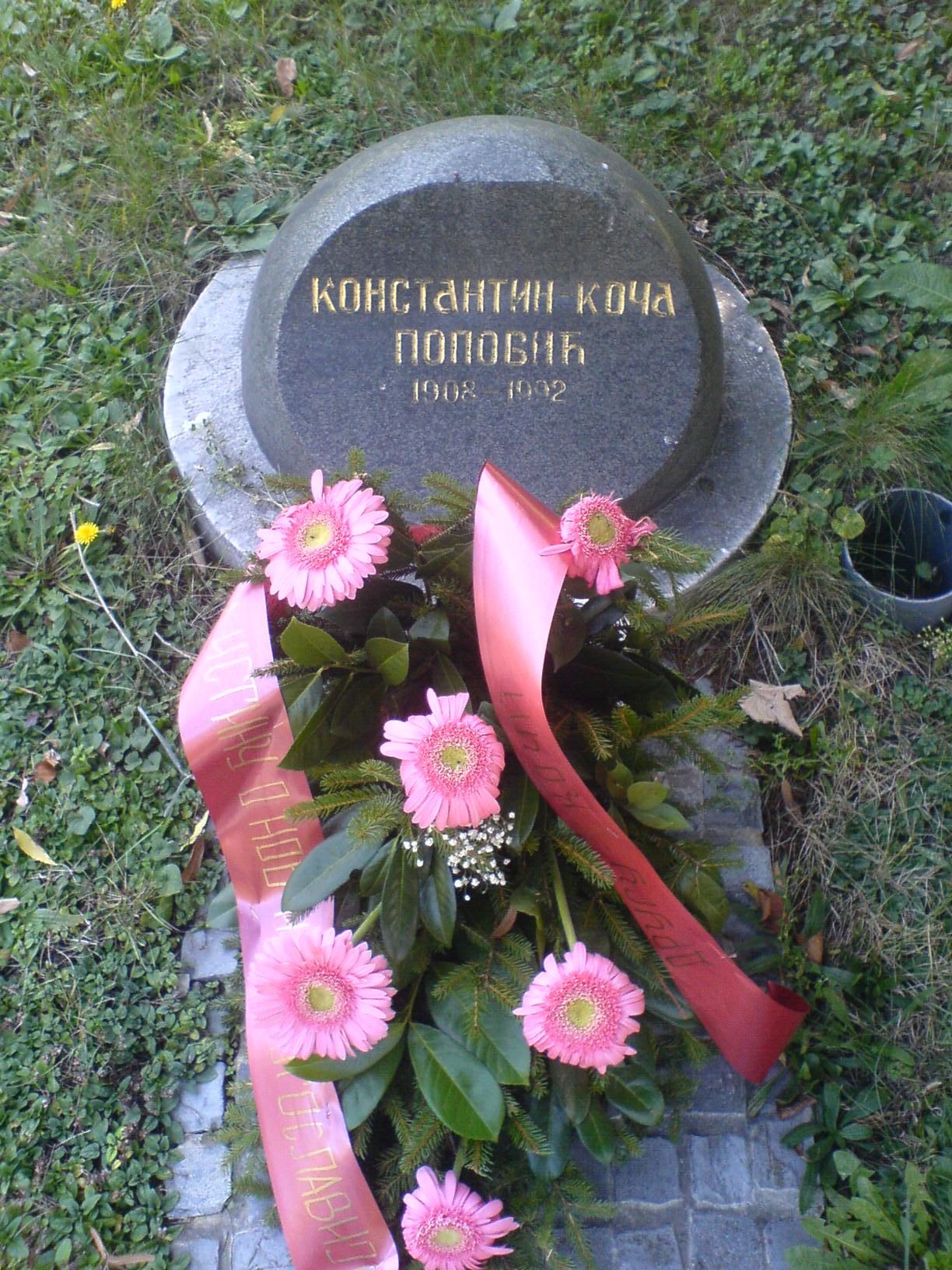
Koča Popović (Paseo de los Ciudadanos Distinguidos)
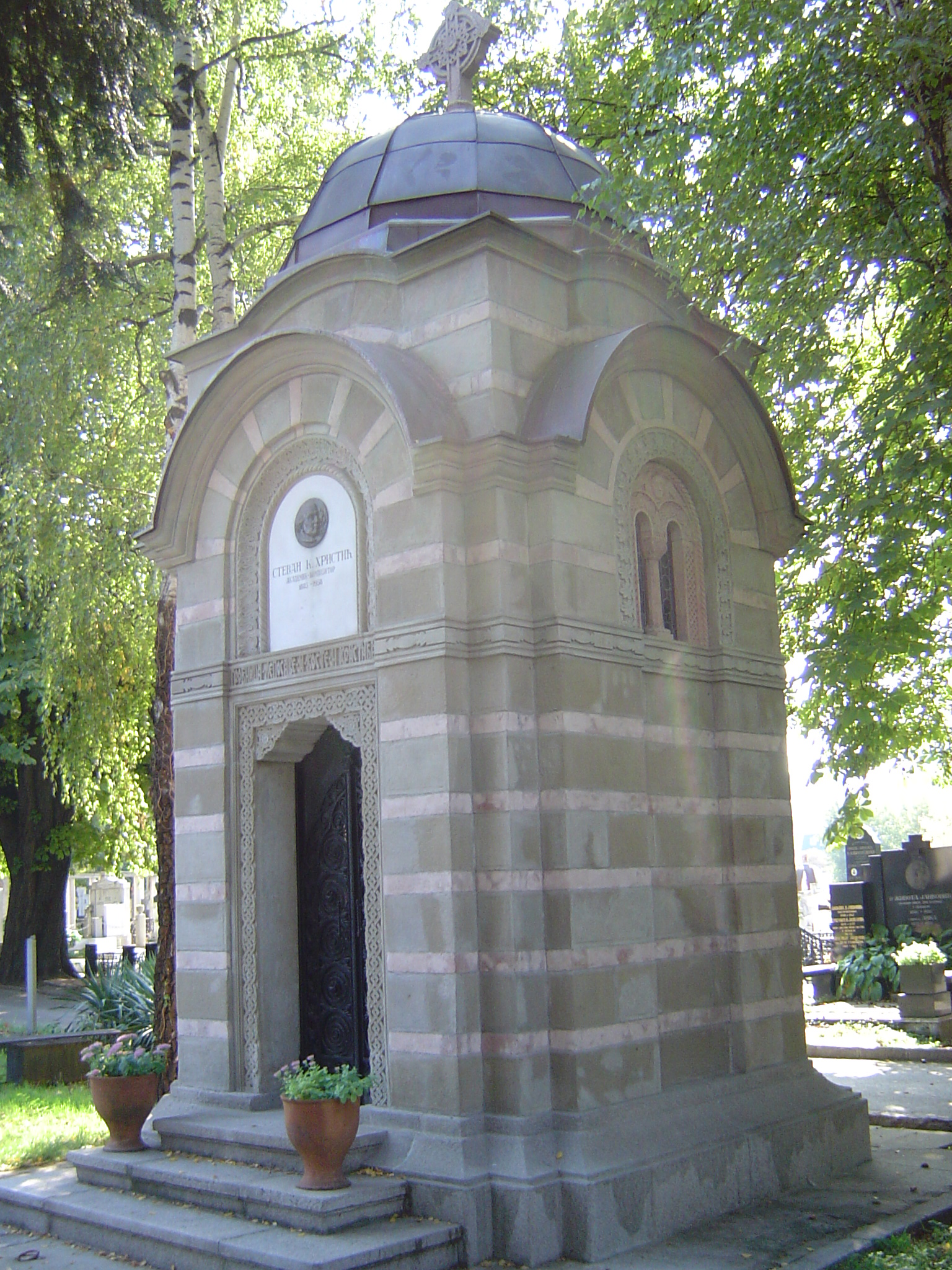
Stevan Hristić
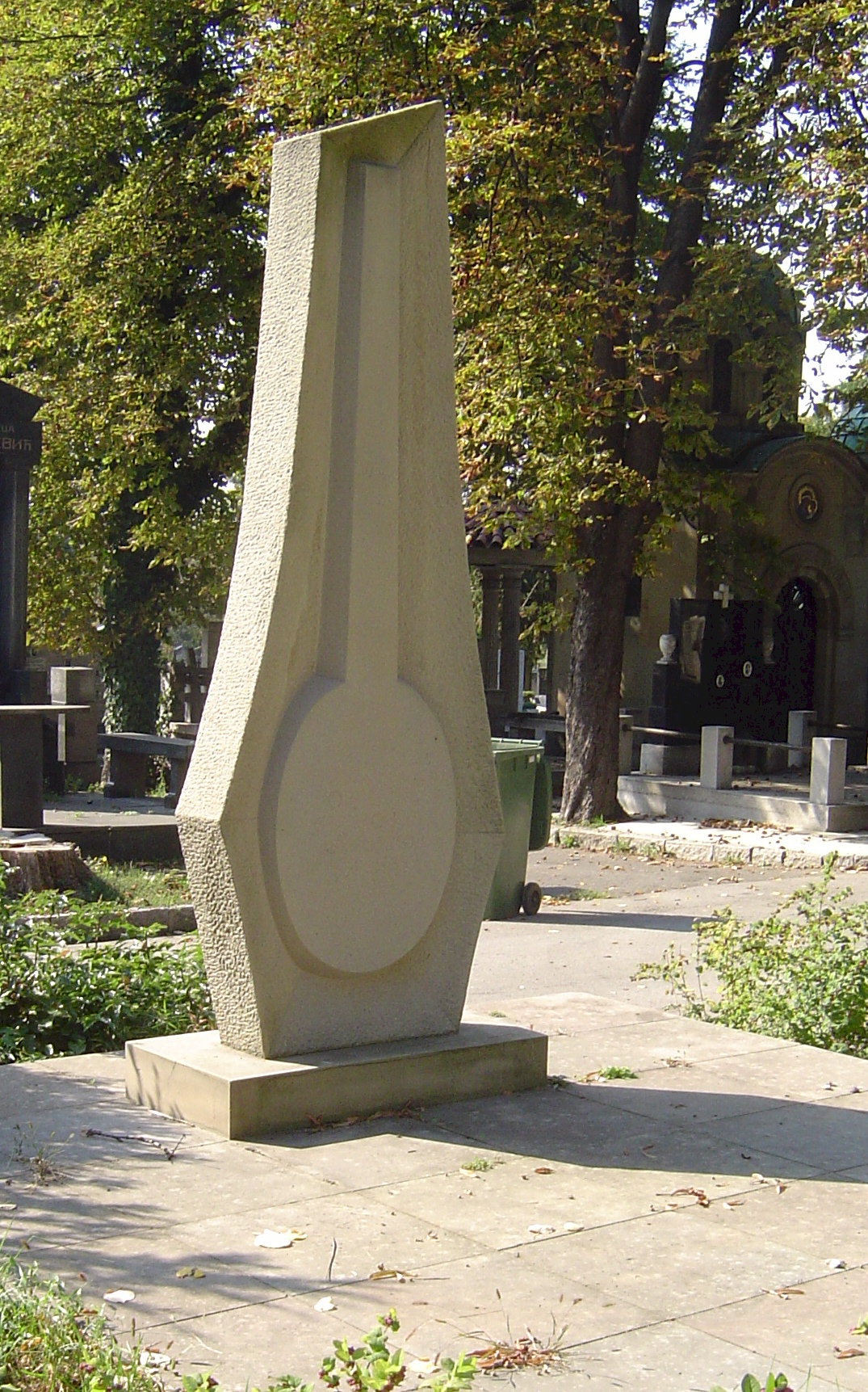
Kornelije Stanković
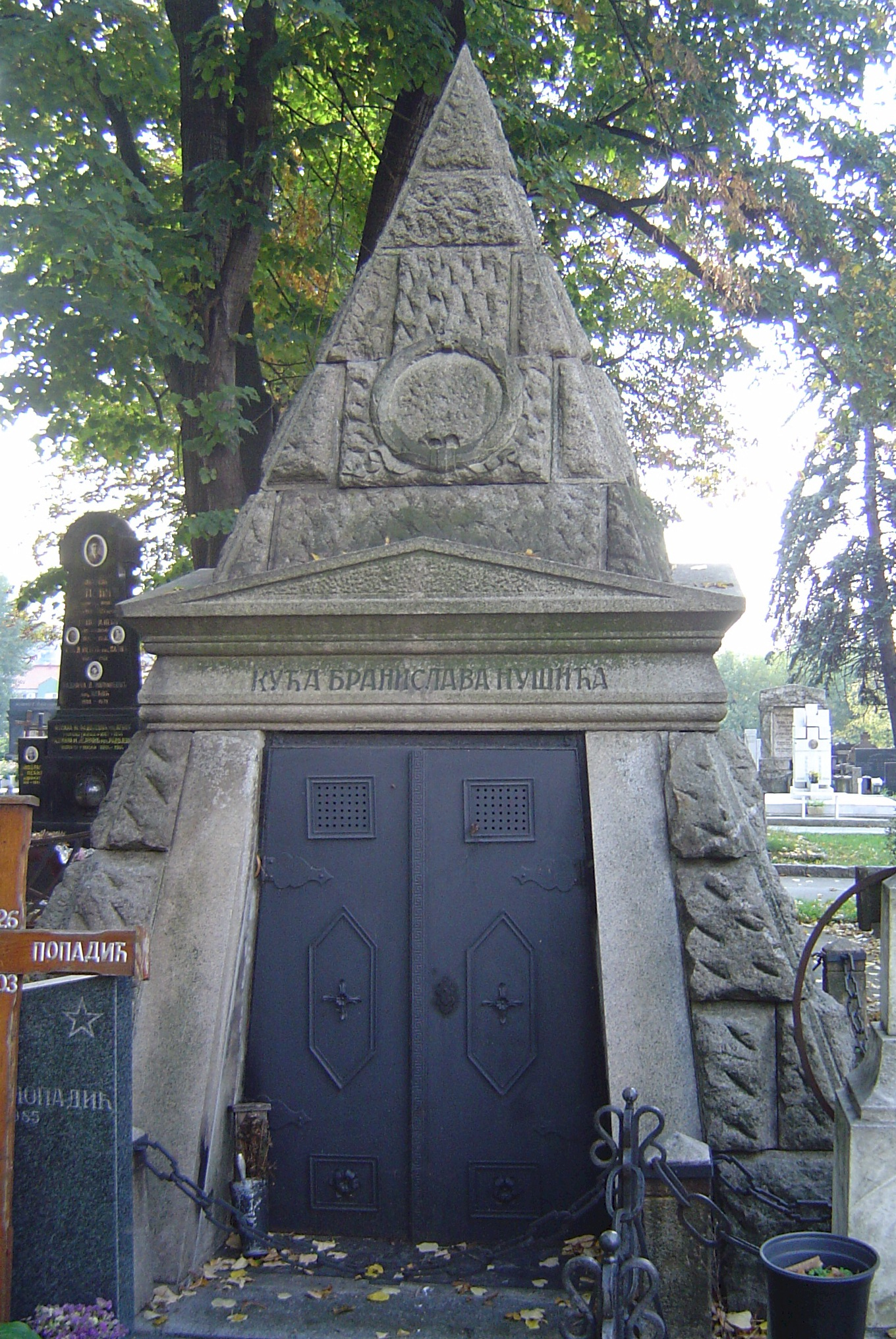
Branislav Nušić
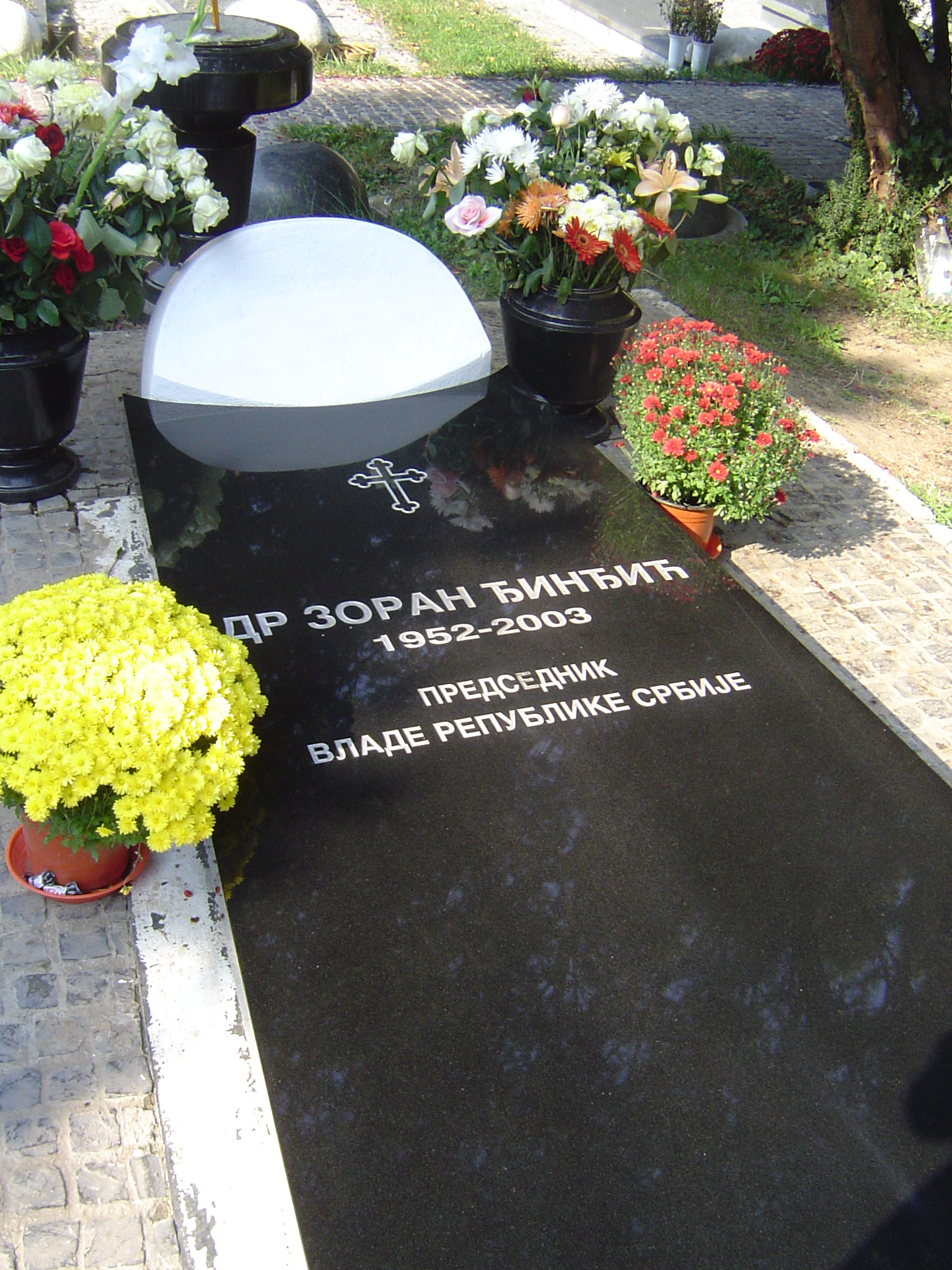
Zoran Đinđić (Paseo de los Ciudadanos Distinguidos)